# Lista das tumbas no Vale dos Reis

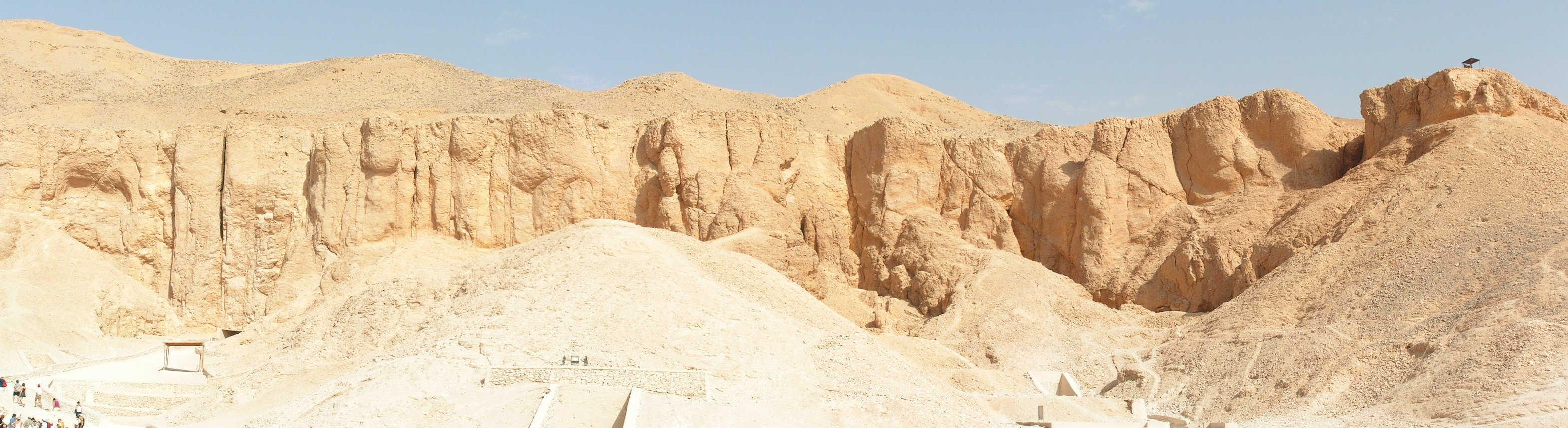
Vista das montanhas do Vale dos Reis

Esta página lista as tumbas descobertas no Vale dos Reis, um grande vale montanhoso nas proximidades da cidade de Luxor, no Egito, onde por 500 anos, aproximadamente entre 1539 e 1078 a.C., foram construidas tumbas para receber as múmias dos faraós, seus filhos e alguns altos funcionários. Os egiptólogos usam o acrônimo KV (das palavras "King's Valley", que significam Vale dos Reis) para designar as 66 tumbas localizadas no Vale Oriental, e o acrônimo WV (das palavras "West Valley", que significam Vale Ocidental) para designar as 4 tumbas localizadas no Vale Ocidental. Esse sistema foi estabelecido por John Gardner Wilkinson em 1821.
As tumbas foram enumeradas na ordem em que foram descobertas, desde a KV1 até KV65, sendo que algumas tumbas, como a KV1, são conhecidas desde a antiguidade e outras, como a KV63, foram descobertas apenas mais recentemente.

## Mapa das tumbas
Mapa das tumbas no Vale dos Reis

## Vale Oriental

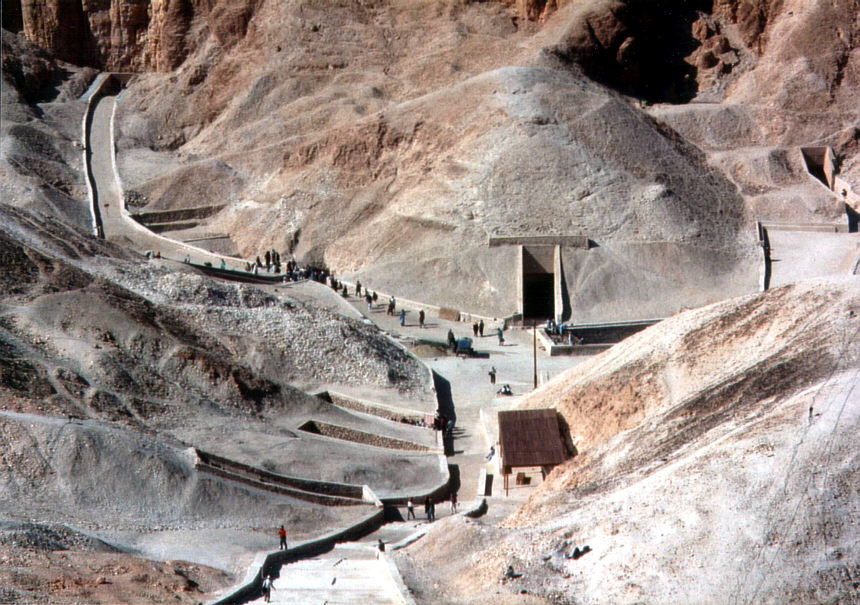
Vista do centro do Vale Oriental, mostrando a área em volta da KV62

A maioria das tumbas estão no vale leste, e é onde há maior movimentação turística.
KV1 – Tumba de Ramessés VII.
KV2 – Tumba de Ramessés IV.
KV3 – Tumba de um filho de nome desconhecido do Ramessés III.
KV4 – Tumba de Ramessés XI.
KV5 – Recentemente descoberta, é a tumba dos filhos do grande Ramessés II. Com 120 salas descobertas e ainda sendo escavada, é provavelmente a maior tumba do vale.
KV6 – Tumba de Ramessés IX.
KV7 – Tumba de Ramessés II.
KV8 – Tumba de Merneptá.
KV9 – Também conhecida como tumba de Memnon ou La Tombe de la Métempsychose, essa é a tumba de Ramessés V e Ramessés VI.
KV10 – Tumba de Amenmesés.
KV11 – Tumba de Ramessés III (ou "A Tumba de Bruce" e "A Tumba dos Harpistas").
KV12 – O dono dessa tumba ainda é desconhecido.  Era, provavelmente, uma tumba familiar.
KV13 – Tumba de Bay e depois de Amen-herkhepeshef.
KV14 – Tumba de Tausert, reutilizada após por Setnakht.
KV15 – Tumba de Seti II.
KV16 – Tumba de Ramessés I.
KV17 – Tumba de Seti I também conhecida por tumba de Belzoni, tumba de Ápis, ou a tumba de Psamis, filho de Necao.
KV18 – Tumba de Ramessés X.
KV19 – Tumba de Mentuherkhepeshef.

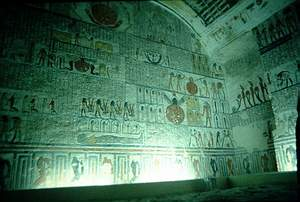
Detalhes da decoração da KV9

KV20 – Tumba de Hatchepsut e Tutemés I.
KV21 – Dono original desconhecido.
KV22, 23, 24, 25 – Veja abaixo no Vale Ocidental com os nomes WV.
KV26, KV27, KV28, KV29 – Donos originais ainda não descobertos.
KV30 – Conecida como Tuba do Lord Belmore.  Seu ocupante original ainda é desconhecido.
KV31 - Dono original desconhecido.
KV32 – Tumba de Tiaa, esposa de Amenófis II.
KV33 – Dono original desconhecido.
KV34 – Tumba de Tutemés III.
KV35 – Era originalmente a tumba de Amenófis II. Porém, mais de uma dezena de múmias, muitas da realeza, foram colocadas nesta tumba.
KV36 – Tumba do nobre Maiherperi.
KV37 – Dono original desconhecido.
KV38 – Tumba de Tutemés I.
KV39 – Possível tumba de Amenófis I.
KV40 – Dono original desconhecido.
KV41 – O dono original é incerto, mas acredita-se ser da rainha Teticheri.
KV42 – Tumba de Hatchepsut Meryt-Ra.
KV43 – Tumba de Tutemés IV.
KV44 – Dono original desconhecido.
KV45 – Tumba do nobre Userhet.
KV46 – Tumba dos nobres Yuia e Tuiu. Possivelmente os pais da rainha Tiy. Antes da descoberta da tumba de Tutancâmon, essa era a tumba mais preservada do vale.
KV47 – Tumba de Siptá.
KV48 – Tumba do nobre Amenemopet-Pairy vizir do faraó Amenófis II.
KV49 – Dono original desconhecido. Talvez uma sala de armazenagem.
KV50, KV51 e KV52 – Pequenas tumbas com túmulos dos possíveis animais de estimação de Amenófis II, cuja tumba fica próxima.
KV53 – Dono original desconhecido.
KV54 – Provavelmente a câmara de embalsamento de Tutancâmon.
KV55 – Provavelmente outro esconderijo de múmias e túmulo de muitas pessoas da corte do período Amarna; Tiy e Semencaré/Aquenáton.
KV56 – Conhecida como A Tumba de Ouro, não teve o dono original descoberto.
KV57 – Tumba de Horemebe.

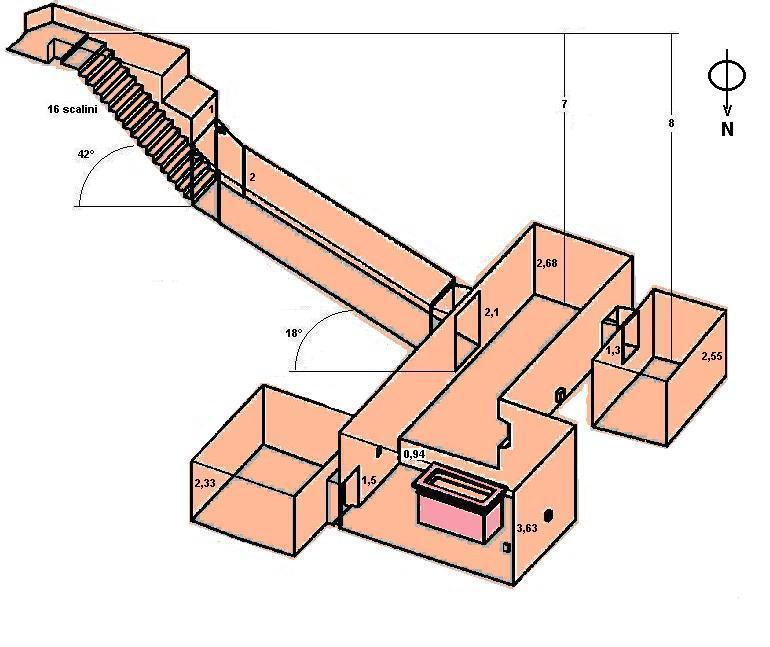
A representação da planta da tumba KV62

KV58 – Conheida como A Tumba da Biga, consiste em depósitos da tumba de Aí.
KV59 – Dono original desconhecido.
KV60 – Tumba do nobre Sit-re In.
KV61 – Esta tumba aparenta não ter sido usada.
KV62 – Tumba do faraó Tutancâmon, a primeira tumba real a ser descoberta quase intacta.
KV63 – Dono original ainda incerto, talvez seja apenas uma câmara de armazenamento de intens de embalsamento.
KV64 – "Bolsa" de ar escoberta por um radar, acredita-se que seja uma tumba ou uma câmara.
KV65 – A mais nova tumba descoberta, anunciada em agosto de 2008.
KVF – Tumba sem túmulo, pode ter sido um projeto para uma tumba e abandonado.

## Vale Ocidental (West Valley)
A numeração do Vale Oeste entra na sequência do Vale Leste, onde há apenas quatro tumbas funerárias.
WV22 – Tumba de Amenófis III. Atualmente, está sendo estudada e não é aberta ao público.
WV23 – Tumba de Aí e é a única aberta ao público no Vale Oeste.
WV24 – Dono original desconhecido.
WV25 – Pode ter sido aberta para Aquenáton, mas nunca foi terminada.
WVA – Câmara de armazenamento de Amenófis III cuja tumba é próxima.

## Numeração alternativa
Além da numeração amplamente usada atualmente, outros egiptólogos também estabeleceram uma numeração própria em seus estudos. A tabela abaixo traz essa numeração alternativa.
Legenda
     Pococke: Richard Pococke
     Champollion: Jean-François Champollion
     Burton: James Burton
     Lepsius: Karl Richard Lepsius
     Belzoni: Giovanni Battista Belzoni
     Hay: Robert Hay